# Andrusovo-traktaten
Andrusovo-traktaten (polsk: Rozejm w Andruszowie, russisk: Андрусовское перемирие (Andrusovskoje peremirie), ukrainsk: Андрусівське перемир'я, (Andrusivske peremirja) var en våbenhvile på 13 og et halvt år, undertegnet i 1667 mellem Storfyrstedømmet Moskva og Det polsk-litauiske Realunion som en afslutning på en krig, som havde pågået siden 1658 over områderne, som dækker dagens Ukraine og Hviderusland. I praksis blev traktaten en opsummering af udfallet af krigene fra 1654 efter Perejaslav-traktaten, i og med at Niemież-traktaten fra 1656 var kun af midlertidig karakter. Den var også knyttet til Sveriges militære successer i Karl Gustav-krigene, som udgjorde en trussel mod begge nationer.
Traktaten blev undertegnet den 30. januar 1667 i landsbyen Andrusovo, nær Smolensk, fra russisk side underskrev diplomaten og statsmanden Afanasij Ordin-Nasjtsjokin mens Jerzy Chlebowicz underskrev for Den polsk-litauiske Realunion. Polen-Litauen godtog at afstå Smolensk og Tsjernihiv voivodskap og accepterede russisk kontrol over Ukraine øst for Dnepr. Områderne vest for Dnepr og Hviderusland skulle fortsat være under polsk-litauisk styre. Byen Kiev skulle kun ligge under Rusland til 1669, men Rusland formåede at beholde byen ved at undertegne Den evige fredstraktat med Polen-Litauen i 1686, som også stabiliserede den østlige grænse mellem de to nationer i næsten 100 år, frem til Polens første deling i 1772. Området Zaporizjzja skulle være under fælles styre, mens de to lande skulle samarbejde om at forsvare sig mod Det osmanniske rige.
Traktaten medførte store territoriale tab for Polen-Litauen og blev en endelig stopper for unionens aktive politik i øst. Til trods for indre konflikter formåede Rusland, takket være ydre forhold som Khmelnytskyj-opstanden og den såkaldte Syndflod, at overvinde Storhertugdømmets næsten 100-årige dominans og gik over til offensiv politik, ligesom der derved lagdes grunden for den senere ekspansion, som gav Rusland status som europæisk stormagt.
I Rusland blev aftalen stort set lovprist og set som et vigtigt skridt for at slå sammen tre øst-slaviske nationaliteter; ukrainere, hviderussere og russere inden for en stat, Det russiske kejserrige. I Ukraine bliver traktaten ofte set som et led i delingen af Ukraine mellem dets mægtige naboer.